# 24 Hour Revenge Therapy
24 Hour Revenge Therapy is het derde studioalbum van de Amerikaanse punkband Jawbreaker. Het werd op 7 februari 1994 uitgegeven via de platenlabels Tupelo Recording Company en via Communion Records op cd, lp en cassette. Net zoals geldt voor het voorgaande studioalbum Bivouac (1992) werden ook de cassettes van 24 Hour Revenge Therapy uitgegeven in doorzichtige, gele, blauwe en doorzichtig gele hoesjes. Het album werd later heruitgegeven door Blackball Records, het platenlabel van de band zelf, in 2014 op lp en cd.

## Nummers
1. "The Boat Dreams from the Hill" - 2:39
2. "Indictment" - 2:49
3. "Boxcar" - 1:54
4. "Outpatient" - 3:41
5. "Ashtray Monument" - 3:04
6. "Condition Oakland" - 5:17
7. "Ache" - 4:14
8. "Do You Still Hate Me?" - 2:52
9. "West Bay Invitational" - 3:58
10. "Jinx Removing" - 3:13
11. "In Sadding Around" - 3:45